# Johann Christoph Wentzel

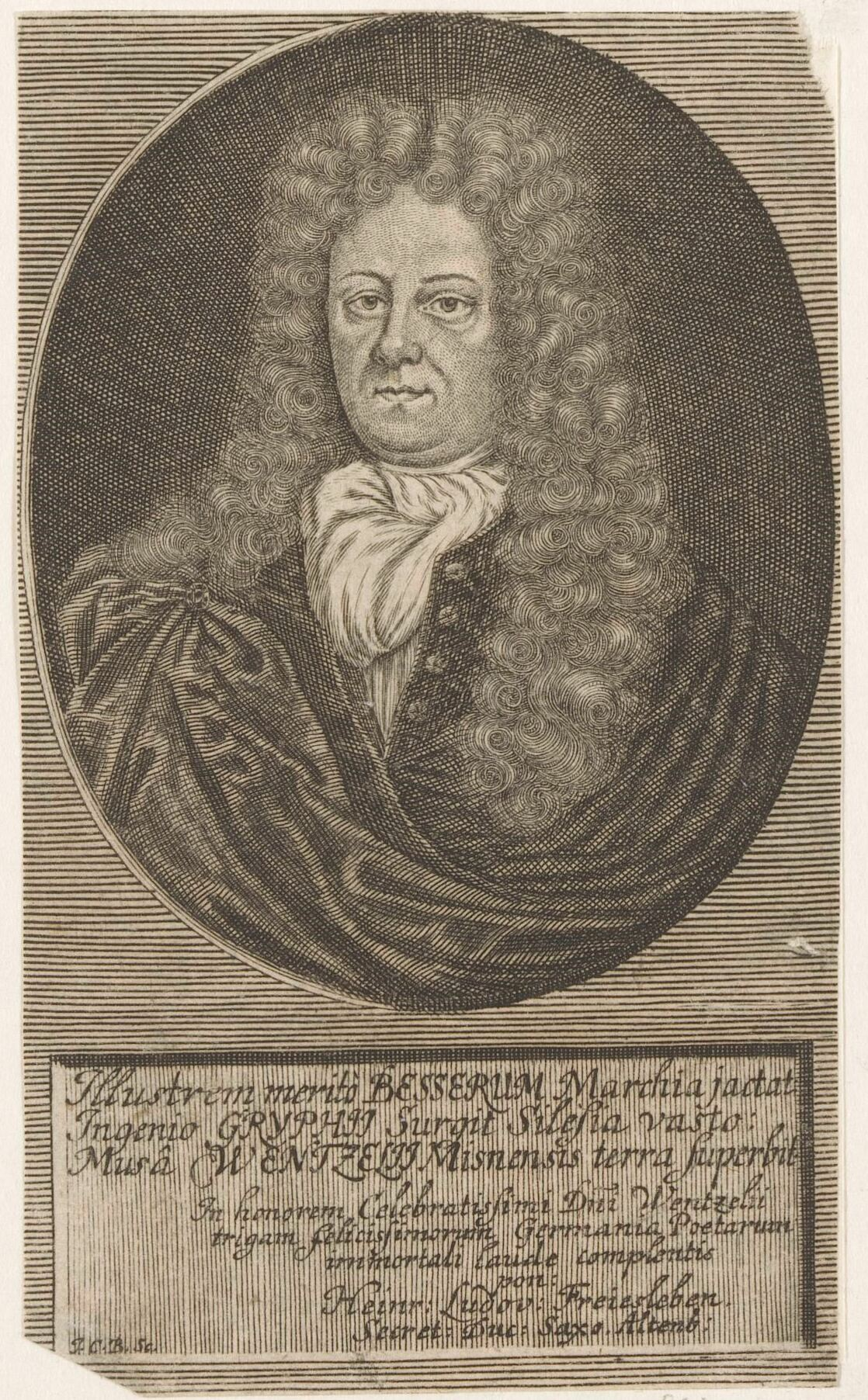
Johann Christoph Wentzel

Johann Christoph Wentzel (auch: Wenzel; * 8. Februar 1659 in Unterellen bei Eisenach; † 2. März 1723 in Zittau) war ein deutscher Arzt, Gymnasiallehrer und Schriftsteller.

## Leben
Johann Christoph Wentzel studierte ab 1678 Medizin und Philosophie in Erfurt. Später war er Praktikus in Eisenach und studierte ab 1684 Medizin und Philosophie in Jena, wo er 1691 Adjunkt der Philosophischen Fakultät wurde. 1694 promovierte er zum Doktor der Medizin.
1695 wurde er zum Rektor der fürstlichen Landesschule in Altenburg berufen. 1713 ging er nach Zittau und übernahm die Leitung des dortigen Gymnasiums. Das Amt des Rektors übte er bis zu seinem Tod im Jahr 1723 aus.

## Werke
- Die drei Hauptbeherrscherinnen menschlicher Begierden, Reichthum, Ehre und Weisheit. Altenburg 1697. Fol.
- Die ungleich gerathene Kinderzucht. Altenburg 1700 (urn:nbn:de:gbv:3:1-52714).
- Joh. Christ. Wentzels... Lorbeer-Hayn oder Poetischer Vorraht von verschiedenen teutschen Poematibus: welche bey Promotionen, Antritt der Ehren-Aemter... verfertiget worden. Bielcke, 1700 (Digitalisat).
- Cypressenwald. Jena 1701 (Digitalisat).
- Geistliches Brandopfer. Altenburg 1703 (Digitalisat).
- Cedernwald. Jena 1714 (urn:nbn:de:gbv:3:1-334756).
- Altenburgisches Rosengebüsch. Budissin 1719 (Digitalisat).
- Der unerkannte Jesus. Budissin 1719 (urn:nbn:de:bsz:24-digibib-kxp17494825761).